# Circondario di Stade
Il circondario di Stade (targa STD) è un circondario (Landkreis) della Bassa Sassonia, in Germania.
Comprende 2 città e 38 comuni.

Capoluogo e centro maggiore è Stade.

## Geografia antropica
Tra parentesi i dati della popolazione al 31 dicembre 2021.

### Città
- Buxtehude (comune indipendente) (40 139)
- Stade (comune indipendente) (47 579)

### Comuni
- Drochtersen (11 086)
- Jork (12 085)

### Comunità amministrative (Samtgemeinde)
- Samtgemeinde Apensen, con i comuni:

1. Apensen * (4 467)
2. Beckdorf (2 782)
3. Sauensiek (2 564)

- Samtgemeinde Fredenbeck, con i comuni:

1. Deinste (2 150)
2. Fredenbeck * (6 335)
3. Kutenholz (4 629)

- Samtgemeinde Harsefeld, con i comuni:

1. Ahlerstedt (5 545)
2. Bargstedt (2 070)
3. Brest (785)
4. Harsefeld (comune mercato) (14 378)

- Samtgemeinde Horneburg, con i comuni:

1. Agathenburg (1 355)
2. Bliedersdorf (1 820)
3. Dollern (2 220)
4. Horneburg, (comune mercato) * (6 721)
5. Nottensdorf (1 601)

- Samtgemeinde Lühe, con i comuni:

1. Grünendeich (1 861)
2. Guderhandviertel (1 057)
3. Hollern-Twielenfleth (3 404)
4. Mittelnkirchen (1 110)
5. Neuenkirchen (849)
6. Steinkirchen * (1 797)

- Samtgemeinde Nordkehdingen, con i comuni:

1. Balje (937)
2. Freiburg/Elbe, (comune mercato) * (1 856)
3. Krummendeich (469)
4. Oederquart (1 046)
5. Wischhafen (3 029)

- Samtgemeinde Oldendorf-Himmelpforten, con i comuni:

1. Burweg (1 005)
2. Düdenbüttel (1 026)
3. Engelschoff (756)
4. Estorf (1 452)
5. Großenwörden (462)
6. Hammah (3 165)
7. Heinbockel (1 459)
8. Himmelpforten * (5 613)
9. Kranenburg (771)
10. Oldendorf (3 061)